# Martwa natura z kawałkami łososia

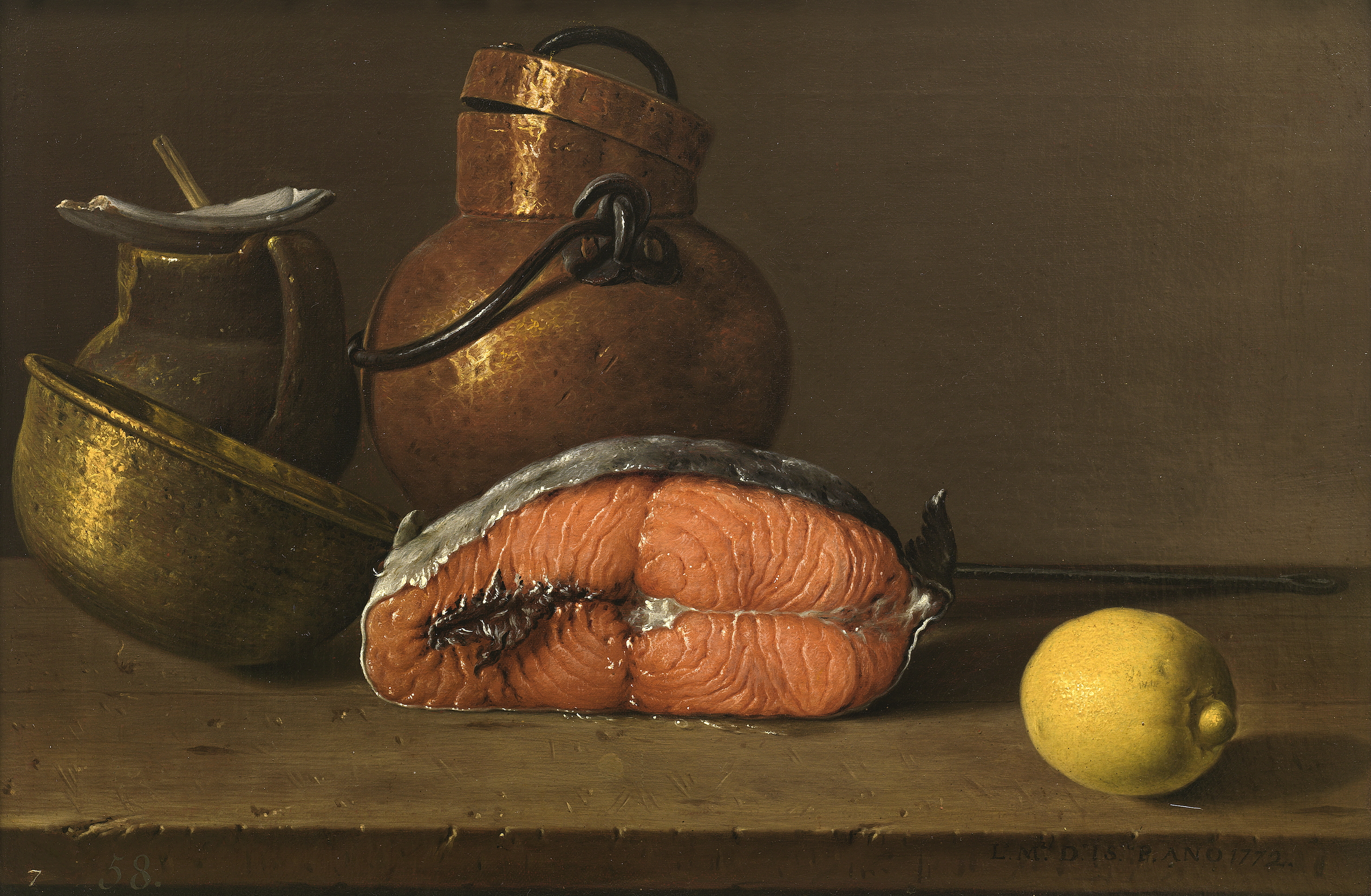
Martwa natura z kawałkiem łososia, cytryną i trzema naczyniami, Luis Meléndez, 1772

Martwa natura z kawałkami łososia (hiszp. Ruedas de salmón) – obraz olejny hiszpańskiego malarza Francisca Goi (1746–1828). Obecnie znajduje się w zbiorach Museum Oskar Reinhart am Römerholz w Winterthur.

## Okoliczności powstania
Martwa natura nie była częstym tematem w twórczości Goi, być może dlatego, że w jego epoce była uznawana za mniej wartościową niż malarstwo religijne, historyczne czy portrety. W XIX-wiecznej Hiszpanii ten rodzaj malarstwa reprezentowali m.in. Luis Paret y Alcázar oraz Luis Meléndez. Ich prace charakteryzował naturalizm oraz rokokowe przywiązanie do detalu. Wiadomo, że Goya namalował serię martwych natur w czasie hiszpańskiej wojny niepodległościowej (1807–1814) oraz na wygnaniu w Bordeaux. Jego dzieła są jednak dalekie od stylu rokoko czy préciosité, charakteryzują je grube pociągnięcia pędzlem oraz ograniczona paleta barw. Goya odrzuca tradycyjne ujęcie martwej natury i sięga do estetyki swojego mistrza Rembrandta. Ponadto martwe natury Goi stanowią wyraźną metaforę śmierci, martwe zwierzęta przypominają złożone ofiary, których ciała zostały przedstawione w bezpośredni i okrutny sposób. Temat śmierci, przemijania i fatalizmu często pojawia się w późniejszych pracach starzejącego się malarza, stając się niemal jego obsesją. Nie udało się ustalić dokładnej daty powstania tej serii martwych natur, jednak historycy sztuki sytuują je w przedziale 1808–1812 ze względu na analogiczne do powstałych w tym czasie rycin Okropności wojny ujęcie przemocy.

## Opis obrazu
Jest to najbardziej abstrakcyjna martwa natura z serii dwunastu dzieł powstałych w czasie wojny. Goya namalował trzy dzwonka łososia ułożone blisko siebie na stole pokrytym białym obrusem lub na nieokreślonej, metalicznej powierzchni. Brzegami opierają się jeden o drugi, co sprawia wrażenie, że mięso właśnie zostało pokrojone. Kawałki ryby są oderwane od codziennego kontekstu, przez co kompozycja jest pozbawiona jakiejkolwiek narracji. Tło jest ciemne i jednolite, brak punktu odniesienia w przestrzeni. Pokrojone kawałki mięsa w typowym łososiowym kolorze są żebrowane w paski o białej, żółtej i różowej barwie. Ciemniejsze środkowe części naznaczone krwią są namalowane ciemnobrązową i czerwonobrunatną farbą. Możliwy jest związek tego dzieła z bogatszą w przedmioty i kolory Martwą naturą z kawałkiem łososia, cytryną i trzema naczyniami Luisa Melendeza z 1772 roku.

## Proweniencja
Seria martwych natur została odziedziczona przez syna Goi, Javiera, a następnie przeszła na jego wnuka Mariano. Mariano Goya przekazał te obrazy Franciscowi Antoniowi Narváez y Bordese, hrabiemu Yumuri, jako pokrycie długów. Po śmierci hrabiego w 1865 martwe natury zostały sprzedane (w kolekcji pozostawało wtedy dziewięć lub dziesięć z dwunastu obrazów) i trafiły do różnych zbiorów na całym świecie, a niektóre zaginęły. Martwa natura z kawałkami łososia oraz Martwa kaczka trafiły do kolekcji Emila Georga Bührle w Zurychu.